# Route nationale 22 (Luxembourg)
Pour les articles homonymes, voir Route nationale 22 et N22.
La route nationale 22 (luxembourgeois : Nationalstrooss 22), dite route de l'Attert, est une route nationale reliant Colmar-Berg, à la frontière belge en direction d'Arlon.

## Historique
La route, entrecoupée à Reichlange par la « route de Saeul vers Wiltz » (désormais N12), est composée de deux sections : la première la reliant à la frontière belge au sud et la seconde avec le lieu-dit du Geismühl à Colmar-Berg vers l'est.
La section vers la frontière belge vers Arlon provient d'une reprise par l'État de plusieurs chemins vicinaux en fin-1857 aux communes de Beckerich, d'Ell et de Rodange. Un crédit de 20 000 francs est simultanément prévu afin de procéder à des travaux visant à l'améliorer et la mettre à gabarit.
Ensuite, par l'arrêté royal grand-ducal du 28 décembre 1861, est décrétée la construction d'une route de Colmar à Reichlange par la vallée de l'Attert. Les tracés de Bissen à Boevange-sur-Attert et d'Everlange à Reichlange sont fixés en 1863. Celui entre Boevange et Useldange en 1864. Finalement d'Useldange à Everlange et de Colmar à Bissen en 1870,,.

## Entités sur le parcours
- Canton de Mersch
  - Colmar-Berg (commune)
    - Colmar-Berg (localité)

  - Bissen (commune)
    - Bissen (localité)

  - Helperknapp (commune)
    - Boevange-sur-Attert (section)
- Canton de Redange
  - Useldange (commune)
    - Useldange (localité)
    - Everlange (section)

  - Préizerdaul (commune)
  - Redange-sur-Attert (commune)
    - Reichlange (section)
    - Redange-sur-Attert (localité)

  - Ell (commune)
    - Ell (localité)

  - Beckerich (commune)
    - Oberpallen (localité)

## Statistiques de fréquentation
| Point de comptage | Début de section                | Fin de section         | Trafic moyen journalier (3 jours moyens, pour les deux sens) | Trafic moyen journalier (3 jours moyens, pour les deux sens) | Trafic moyen journalier (3 jours moyens, pour les deux sens) | Trafic moyen journalier (3 jours moyens, pour les deux sens) | Trafic moyen journalier (3 jours moyens, pour les deux sens) | Trafic moyen journalier (3 jours moyens, pour les deux sens) | Trafic moyen journalier (3 jours moyens, pour les deux sens) | Trafic moyen journalier (3 jours moyens, pour les deux sens) | Trafic moyen journalier (3 jours moyens, pour les deux sens) | Trafic moyen journalier (3 jours moyens, pour les deux sens) | Trafic moyen journalier (3 jours moyens, pour les deux sens) | Trafic moyen journalier (3 jours moyens, pour les deux sens) |
| Point de comptage | Début de section                | Fin de section         | 1998                                                         | 2000                                                         | 2002                                                         | 2004                                                         | 2006                                                         | 2008                                                         | 2010                                                         | 2012                                                         | 2014                                                         | 2016                                                         | 2018                                                         |                                                              |
| ----------------- | ------------------------------- | ---------------------- | ------------------------------------------------------------ | ------------------------------------------------------------ | ------------------------------------------------------------ | ------------------------------------------------------------ | ------------------------------------------------------------ | ------------------------------------------------------------ | ------------------------------------------------------------ | ------------------------------------------------------------ | ------------------------------------------------------------ | ------------------------------------------------------------ | ------------------------------------------------------------ | ------------------------------------------------------------ |
| 493               | Colmar-Berg 7c                  | Bissen 306             | 3 913                                                        | 4 193                                                        | 3 875                                                        | 4 341                                                        | 4 282                                                        | 4 676                                                        | 4 794                                                        | 5 403                                                        | 5 594                                                        | 6 346                                                        | 6 455                                                        |                                                              |
| 805               | Redange-sur-Attert (Reichlange) | Redange-sur-Attert 106 | –                                                            | –                                                            | –                                                            | –                                                            | –                                                            | –                                                            | –                                                            | 4 900                                                        | 5 211                                                        | 5 411                                                        | 5 804                                                        |                                                              |

## Galerie d'images

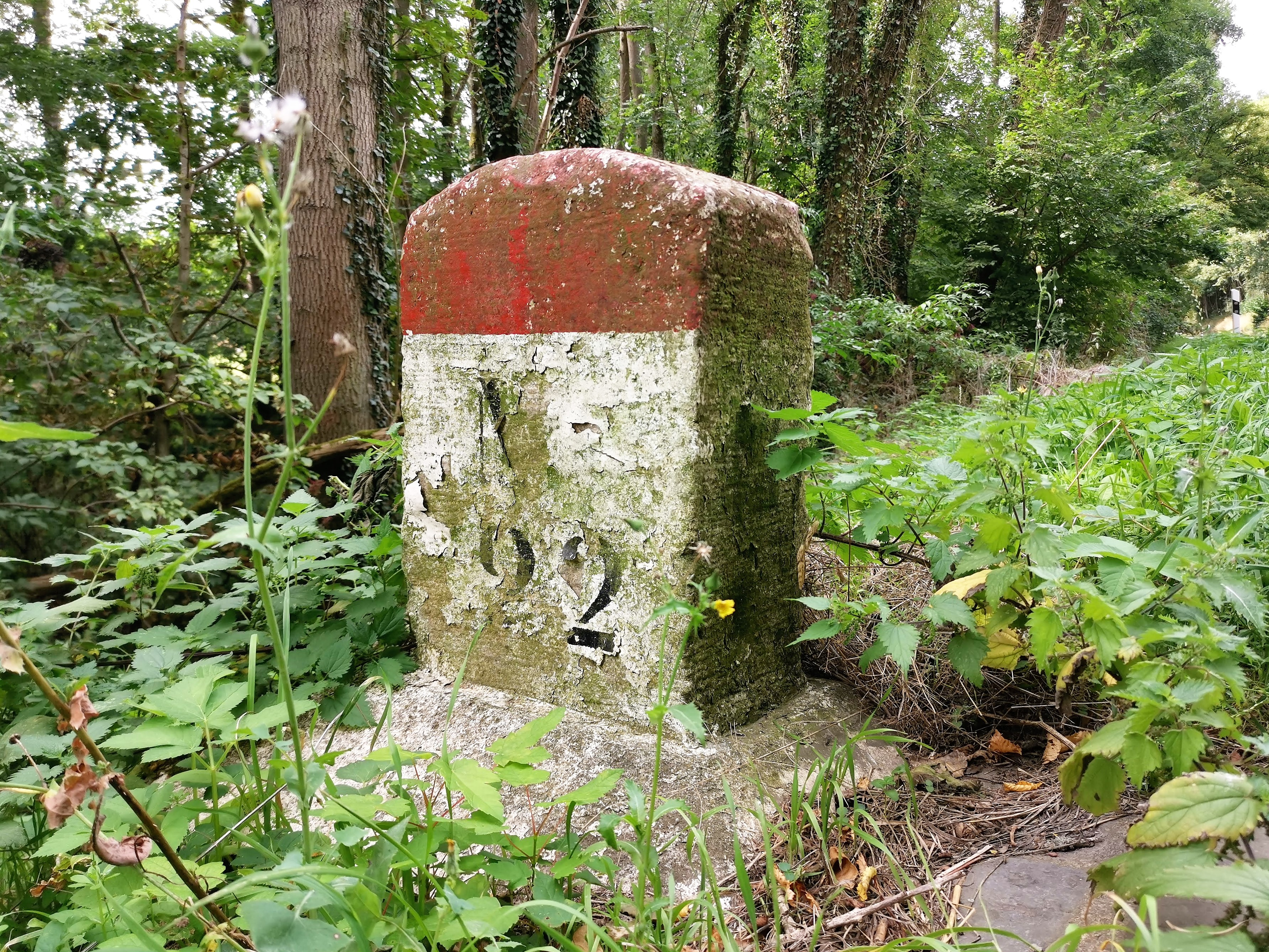
Borne kilométrique à Useldange.